# Rosa Münch
Rosa Münch (* 10. Mai 1886 in Basel; † 8. Januar 1974 ebenda) war eine Schweizer Politikerin.

## Leben
Rosa Münch wurde als Tochter des Malers Jakob Eduard Siebenmann und dessen Ehefrau Barbara, geb. Lufe, geboren.
1906 wurde sie Verkäuferin beim Allgemeinen Consumverein (ACV) Basel. Sie wurde Mitglied des Arbeiterinnenvereins Basel, deren Präsidentin sie von 1912 bis 1921 war; später war sie auch Vorstandsmitglied der Sozialdemokratischen Partei – Frauen (SP-Frauen).
1917 war sie Mitbegründerin der Frauenkommission des ACV, aus der später die Nachfolgeorganisation Genossenschaftlicher Frauenverein ACV beider Basel hervorging und deren Präsidentschaft sie von 1938 bis 1959 ausübte.
1922 wurde sie Mitglied der Schweizerischen Konsumgenossenschaftlichen Frauenbundes und war dort von 1929 bis 1943 Präsidentin.
Von 1943 bis 1965 war sie Verwaltungsrätin des ACV und von 1947 bis 1965 des Verbandes Schweizerischer Konsumvereine (VSK).
Sie setzte sich für die politische und wirtschaftliche Gleichberechtigung der Frau ein.
Rosa Münch heiratete 1908 den Strassenbahner und Gewerkschafter Jacob Münch.

## Schriften
- Der konsumgenossenschaftliche Frauenbund der Schweiz, in: Die Frau in der Schweiz: illustriertes Jahrbuch für Frauen-Bestrebungen, 1932/32, Heft 5. doi:10.5169/seals-327549 (PDF)